# U-Bahnhof Moosfeld
Der U-Bahnhof Moosfeld ist ein Bahnhof der U-Bahn München im Münchner Stadtbezirk Trudering-Riem.
Er wurde am 29. Mai 1999 eröffnet und wird von der U2 von Feldmoching nach Messestadt Ost bedient. Seinen Namen hat er von einem moorigen Stück in der Nähe erhalten. Da der Bahnhof unter der vergleichsweise schmalen Salzmesserstraße liegt, mussten die etwa 700 Bohrpfähle für die Außenwände beim Bau des Bahnhofs schräg in die Erde gebohrt werden. Der untere Teil der Hintergleiswände ist jedoch wieder gerade, sodass ein horizontaler Knick besteht. Die Hintergleiswände bestehen, wie die Decke, aus Beton, der auf der einen Seite rot und auf der anderen Seite grau gestrichen ist. Auf der roten Seite steht in großen grauen Buchstaben der Name des Wohngebiets „Am Moosfeld“, während die Schrift auf der anderen Seite in Rot steht. Der Boden besteht aus Granitplatten. Beleuchtet wird der Bahnsteig durch Lampen in löffelförmigen Reflektorschirmen. Das Lichtdesign wurde von Ingo Mauerer gestaltet.
In einer auf der Decke des Bahnhofs verlegten Rohrleitung verläuft der Truderinger Hüllgraben.
Außer dem Wohngebiet wird das Gewerbegebiet Am Moosfeld erschlossen, was eine gute Auslastung des Bahnhofes bringt. Am nördlichen Bahnsteigende führt eine Roll- und Festtreppe in ein Sperrengeschoss, in dem sich ein Kiosk befindet. Von dort gelangt man an die Oberfläche. Am südlichen Ende führen eine Festtreppe und ein Lift an die Oberfläche.

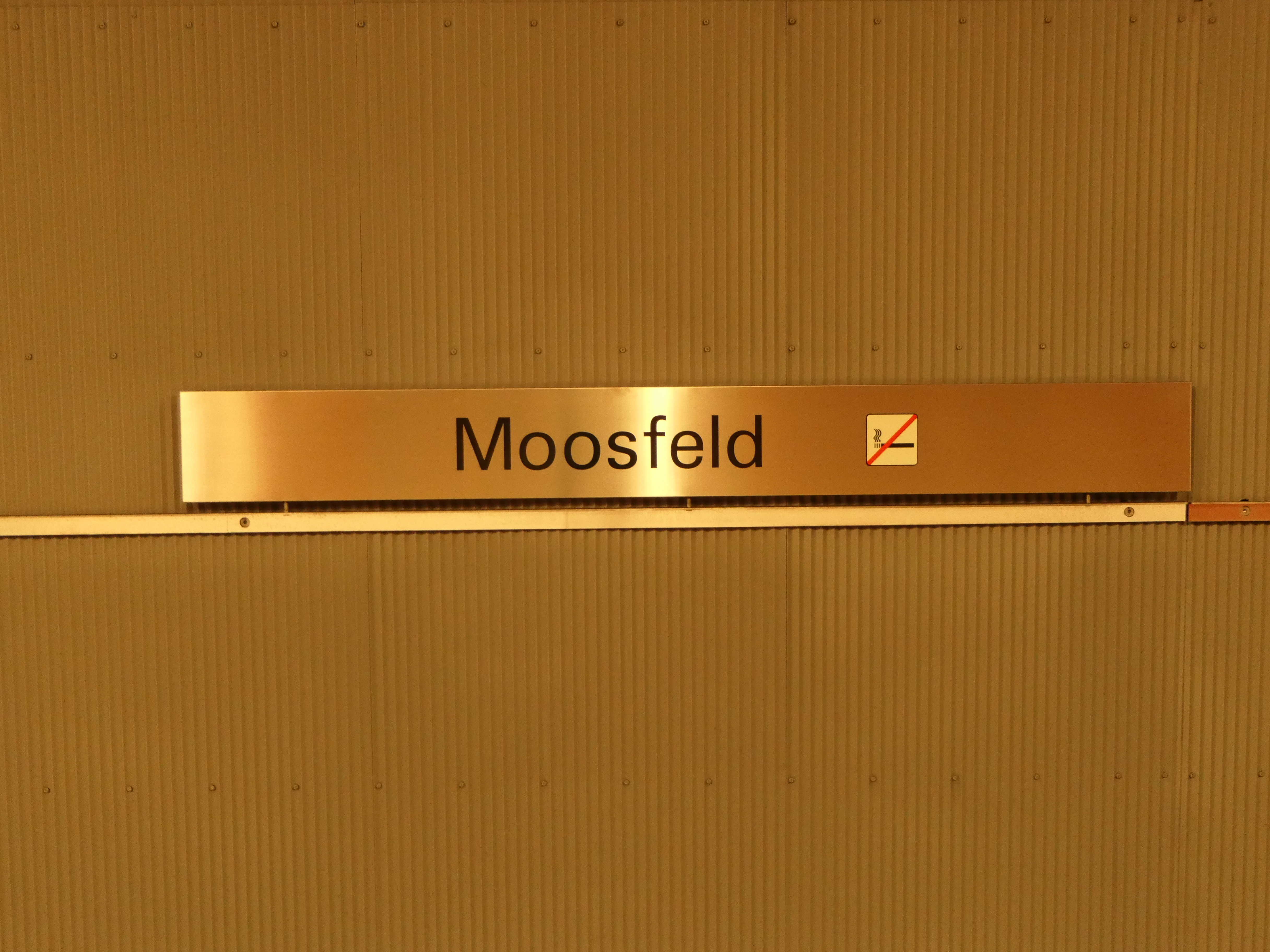
Stationsname an den Hintergleiswänden
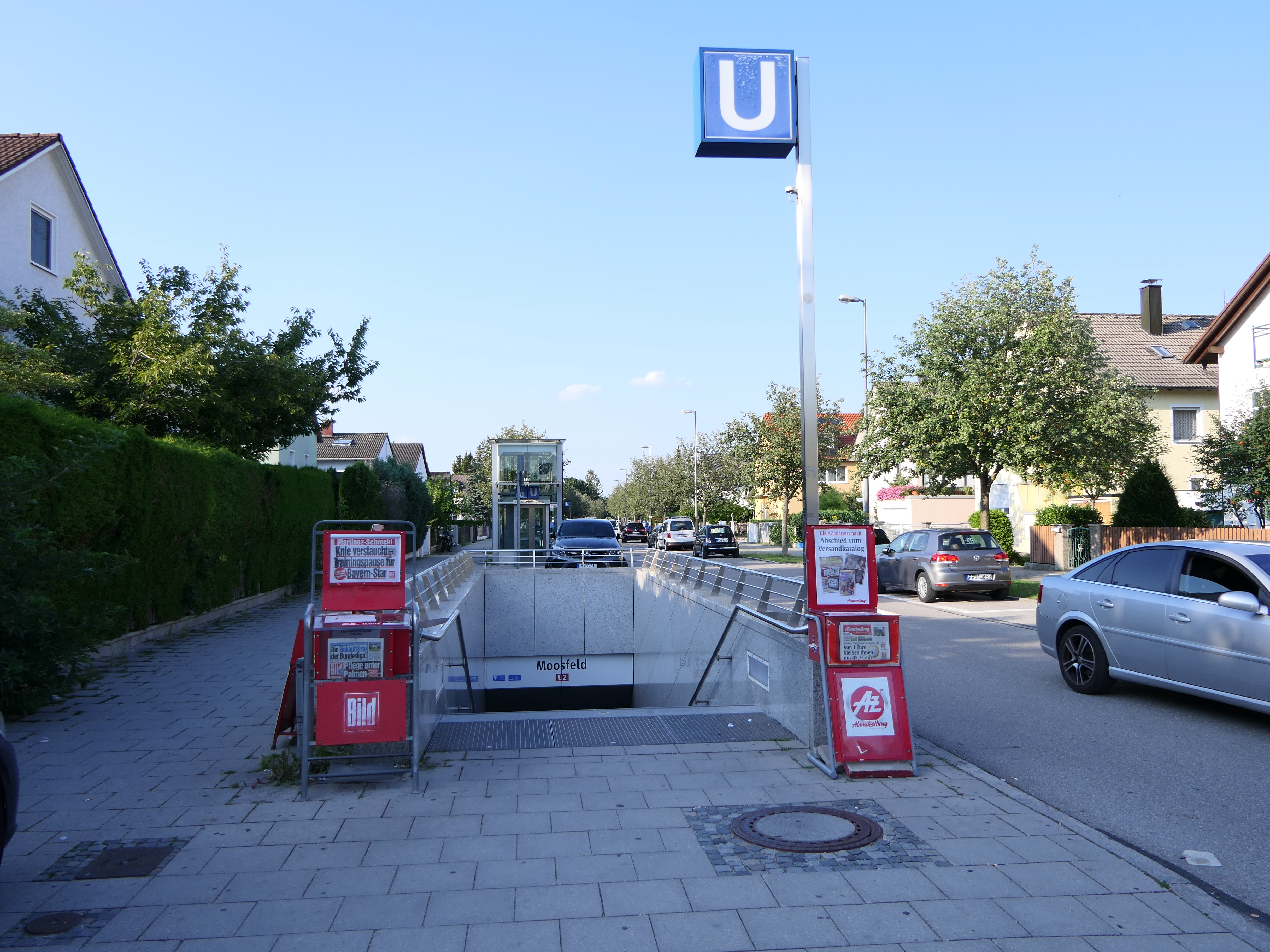
Zugang an der Oberfläche
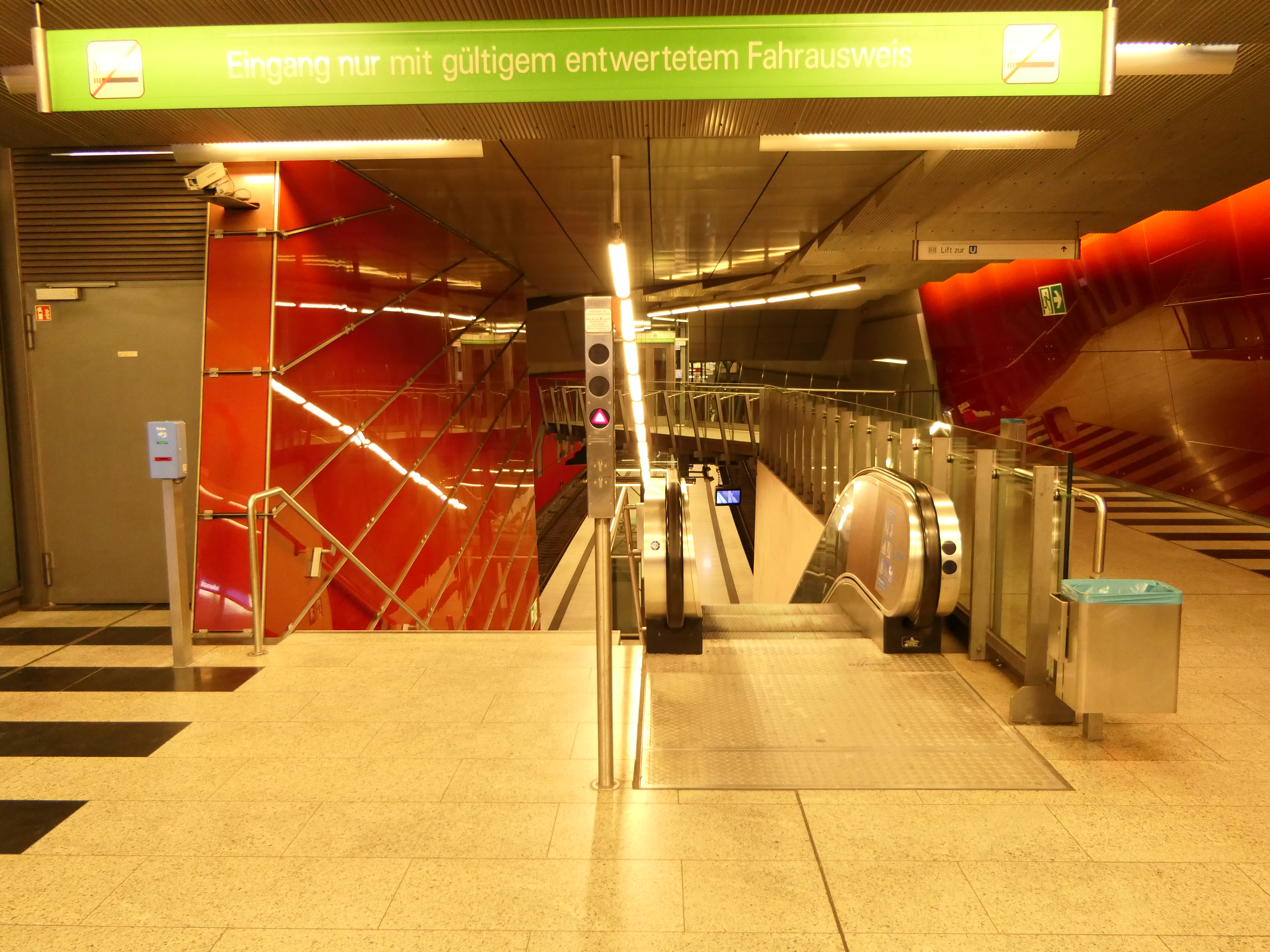
Abgang vom Verteilergeschoss zur Bahnsteigebene
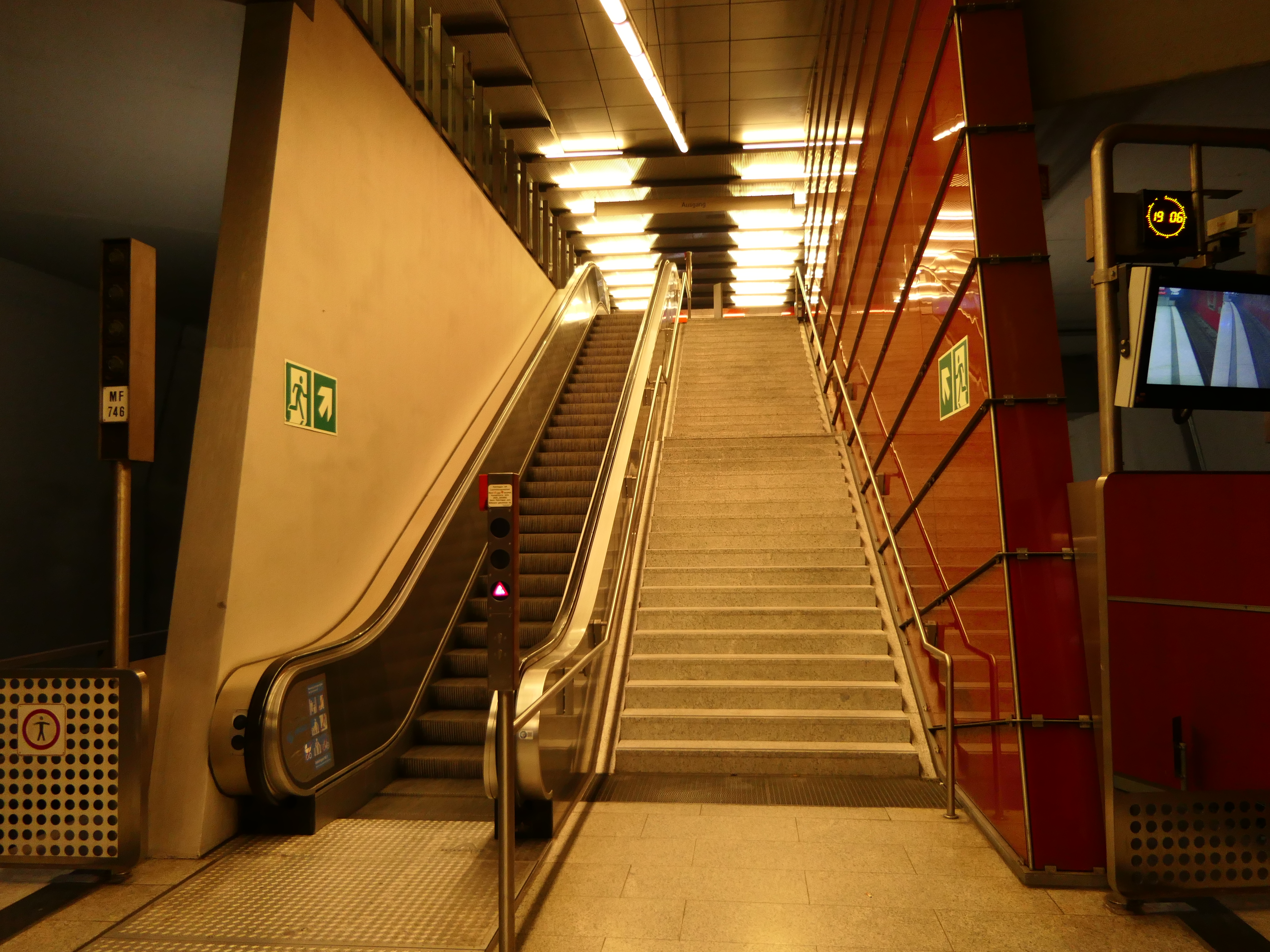
Aufgang von der Bahnsteigebene zum Verteilergeschoss
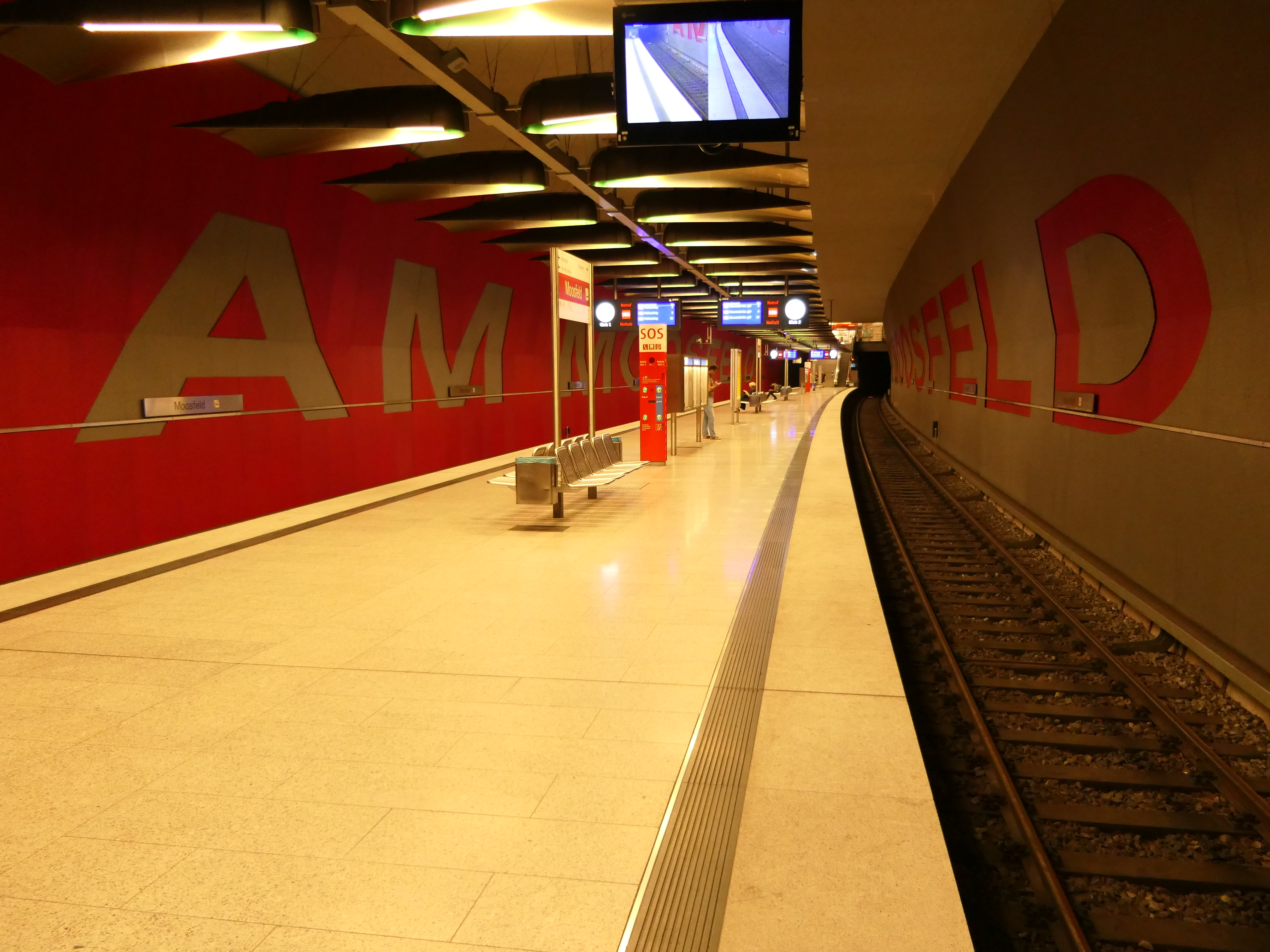
Bahnsteigebene 2018

| Linie | Linienverlauf |
| ----- | --- |
| U2    | Feldmoching – (1065 m) – Hasenbergl – (631 m) – Dülferstraße – (1112 m) – Harthof – (962 m) – Am Hart – (1010 m) – Frankfurter Ring – (657 m) – Milbertshofen – (1094 m) – Scheidplatz – (1103 m) – Hohenzollernplatz – (756 m) – Josephsplatz – (513 m) – Theresienstraße – (730 m) – Königsplatz – (583 m) – Hauptbahnhof – (905 m) – Sendlinger Tor – (746 m) – Fraunhoferstraße – (1116 m) – Kolumbusplatz – (711 m) – Silberhornstraße – (553 m) – Untersbergstraße – (654 m) – Giesing – (1280 m) – Karl-Preis-Platz – (868 m) – Innsbrucker Ring – (1576 m) – Josephsburg – (978 m) – Kreillerstraße – (1207 m) – Trudering – (959 m) – Moosfeld – (1683 m) – Messestadt West – (925 m) – Messestadt Ost |